# Gare de Langogne
La gare de Langogne est une gare ferroviaire française de la ligne de Saint-Germain-des-Fossés à Nîmes-Courbessac (également appelée ligne des Cévennes), située sur le territoire de la commune de Langogne, dans le département de la Lozère, en région Occitanie.
Elle est mise en service en 1870 par la Compagnie des chemins de fer de Paris à Lyon et à la Méditerranée (PLM). 
C'est une gare de la Société nationale des chemins de fer français (SNCF), desservie par des trains TER Occitanie et Auvergne-Rhône-Alpes.

## Situation ferroviaire
Établie à 913 mètres d'altitude, la gare de Langogne est située au point kilométrique (PK) 587,095 de la ligne de Saint-Germain-des-Fossés à Nîmes-Courbessac entre les gares de Chapeauroux et de Luc. La gare était également située au PK 53,365 de l'ancienne ligne du Puy à Langogne.

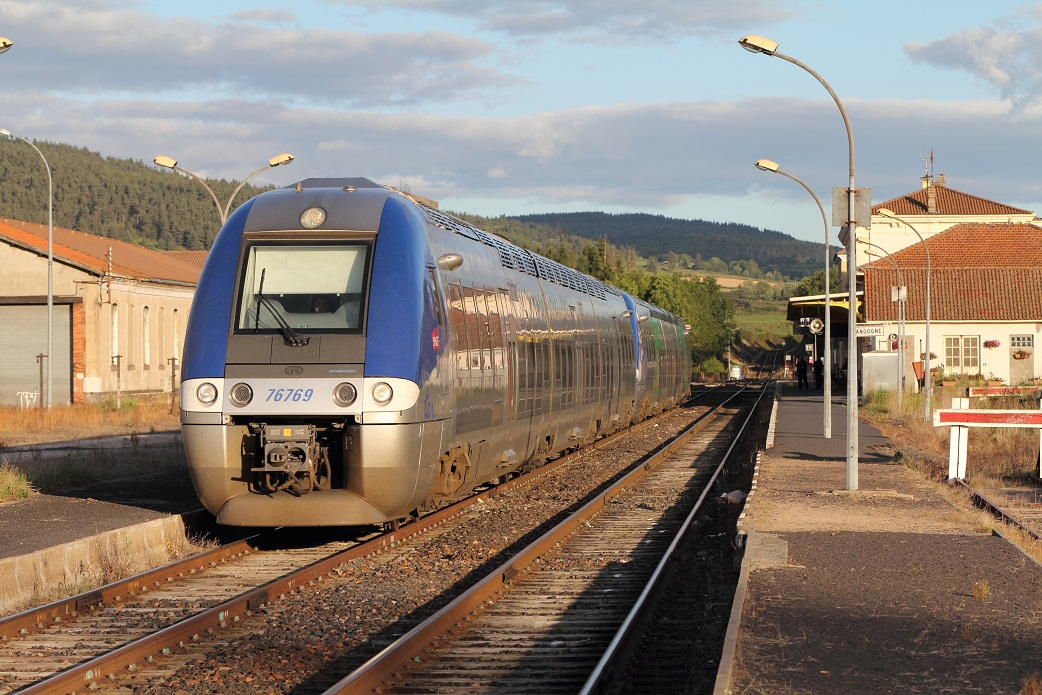
Départ de Langogne du TER 875568 vers Clermont-Ferrand en août 2011.

## Histoire
La gare de Langogne est mise en service par la Compagnie des chemins de fer de Paris à Lyon et à la Méditerranée (PLM) lorsqu'elle ouvre à tous trafic le 16 mai 1870 la section de Langeac à Villefort de sa ligne de Clermont-Ferrand à Nîmes. Elle comporte notamment un bâtiment voyageurs et une remise à locomotives. Depuis l'hiver 2016, cette remise abrite les autorails X 2800 de l'association Le Train Bleu du Sud.
La gare de Langogne devient gare de bifurcation lors de la mise en service de la ligne du Puy à Langogne, par la compagnie du PLM le 1er juillet 1912. À cette occasion les installations de la gare sont augmentées, notamment une deuxième remise pour locomotives est édifiée.

## Service des voyageurs

### Accueil
Gare SNCF, elle dispose d'un bâtiment voyageurs, avec guichet, ouvert tous les jours.

### Desserte
Langogne est desservie par des trains TER Occitanie et TER Auvergne-Rhône-Alpes, qui effectuent des missions entre les gares de Clermont-Ferrand et de Nîmes ou de Montpellier-Saint-Roch.

### Intermodalité
Un parking pour les véhicules est aménagé. La gare est desservie par des cars TER Auvergne-Rhône-Alpes de la ligne 31 : Le Puy-en-Velay - Langogne - Mende. Des autocars du réseau interurbain régional liO desservent également la gare.